# フコク情報システム
フコク情報システム（フコクじょうほうシステム）は、日本のシステムインテグレータ（ユーザー系）。富国生命保険のシステムの開発、保守サービスを主に担当している。
JISAプライバシーマーク付与事業者である。

## 概要
2002年4月に、富国生命のシステム部門と日立製作所、日立ソリューションズ、日本ユニシスによって設立された。富国生命グループのシステム関連事業を行っている。
富国生命保険の営業に用いる携帯端末「PlanDo」を開発した。